# Signy Research Station

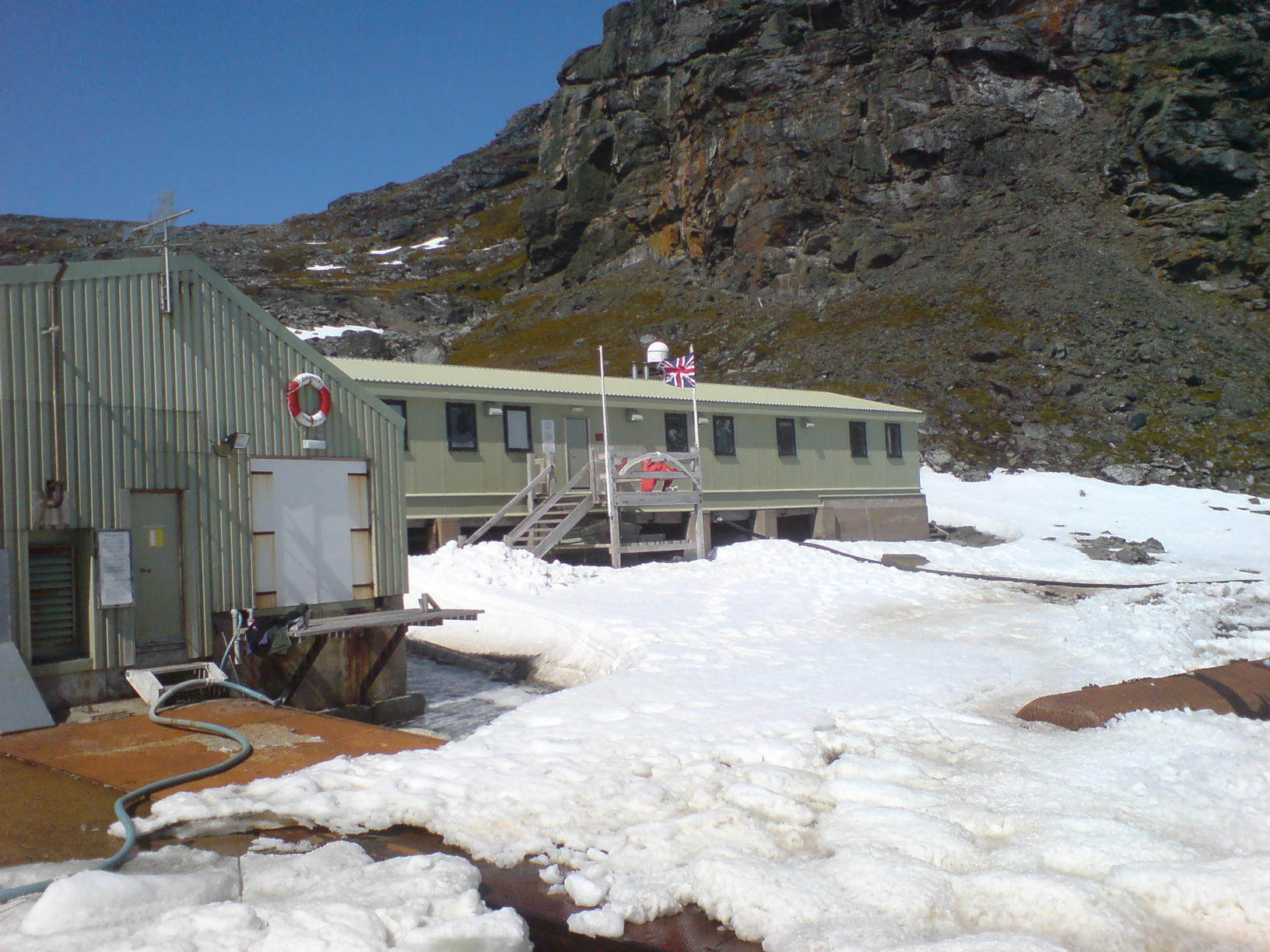
Signy Research Station.

Signy Research Station är en brittisk forskningsstation på Signy Island i ögruppen Sydorkneyöarna i Antarktis. Den öppnades 18 mars 1947 under namnet Base H, och drevs året om till 1995. Därefter har stationen varit bemannad under sommarmånaderna från november till april, med en kapacitet på tio personer. Huvudbyggnaden kallas Tønsberg House, och innehåller ett marinbiologiskt akvarium. Stationen ligger i Factory Cove där norrmän bedrev valfångst mellan 1911 och 1931. 
På stationen, som drivs av British Antarctic Survey, pågår i första hand biologisk forskning. Dessutom sker ständigt meteorologiska mätningar året runt. En automatisk kamera övervakar isförhållandena i bukten när stationen inte är bemannad.  